# Sanchotene Felice
José Francisco Sanchotene Felice (Uruguaiana, 4 de novembro de 1935 – Porto Alegre, 7 de junho de 2020) foi um economista, professor e político brasileiro.
Foi prefeito de Uruguaiana por dois mandatos. Seu último pleito foi como candidato a prefeito de Uruguaiana em 2016. 

## Biografia
Nascido em 4 de novembro de 1935 em Uruguaiana, formou-se em ciências econômicas pela Universidade Federal do Rio Grande do Sul (UFRGS), possuindo doutorado em sociologia também pela UFRGS e livre docência. Foi professor desta universidade por 40 anos.

## Trajetória política
Foi deputado estadual por dois mandatos (deputado constituinte e autor da primeira lei de Doação de Órgãos do Brasil), Secretário de Administração do Governo Simon no Rio Grande do Sul, Presidente da FEBEM (atual FASE), candidato ao senado em 1990. Em 2004, pelo PSDB, foi eleito prefeito de Uruguaiana com 24.618 votos. Em 2008, concorreu a reeleição do cargo de prefeito, sendo reeleito com 61,71% dos votos válidos. Em 2015, desfiliou-se do Partido da Social Democracia Brasileira migrando para o Rede Sustentabilidade. Em 2016, tentou concorrer ao cargo de prefeito de Uruguaiana porém sua candidatura foi indeferida.
Em 2017, foi condenado por improbidade administrativa devido a uma compra de um piano da marca alemã Stenway de quando foi prefeito em Uruguaiana. Segundo o juiz Carlos Eduardo de Miranda Faraco, a aquisição do instrumento, feita em 2012, foi uma “extravagância” que feriu os princípios da Administração Pública da economicidade, da eficiência e da moralidade. A decisão cassou os direitos políticos de Sanchotene por três anos.  Em abril de 2018, a defesa de Sanchotene conseguiu reverter a decisão alegando que a compra do piano foi uma demanda para o teatro da cidade.
Sanchotene morreu em 7 de junho de 2020, no Hospital Mãe de Deus, em Porto Alegre, vítima de pneumonia.